# Charieis peeli
Charieis peeli är en bönsyrseart som beskrevs av Burr 1900. Charieis peeli ingår i släktet Charieis och familjen Tarachodidae. Inga underarter finns listade i Catalogue of Life.